# Xylopteryx laticinctata
Xylopteryx laticinctata là một loài bướm đêm trong họ Geometridae.